# Parco Beihai

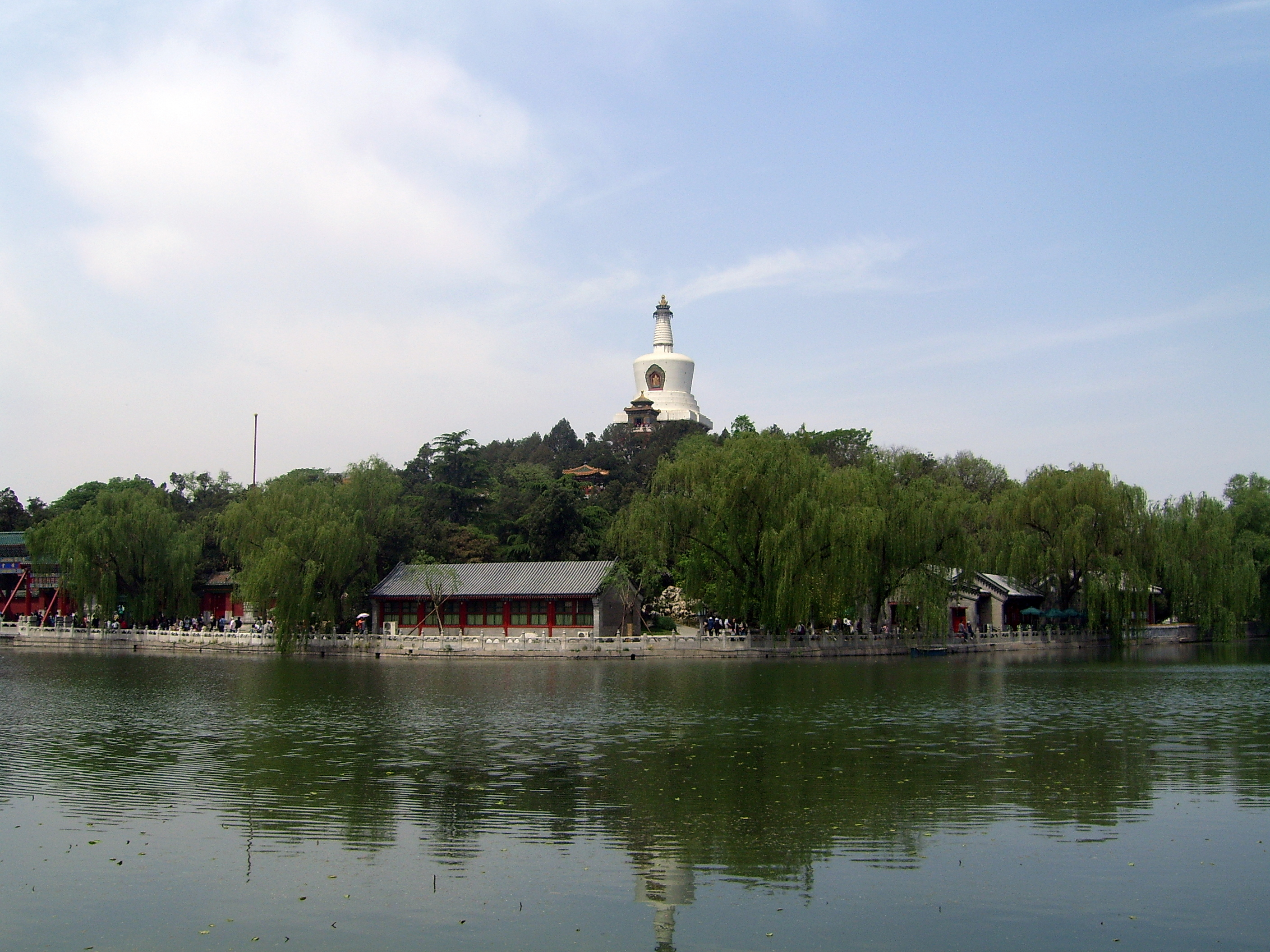
Sul Bai Ta verso il lago

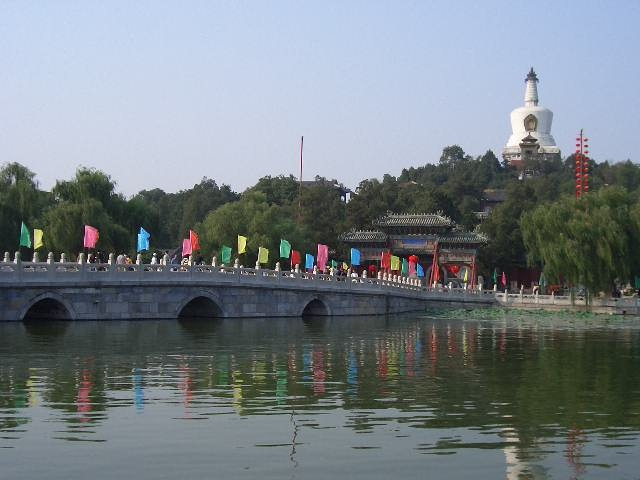
Il ponte per la Dagoba bianca

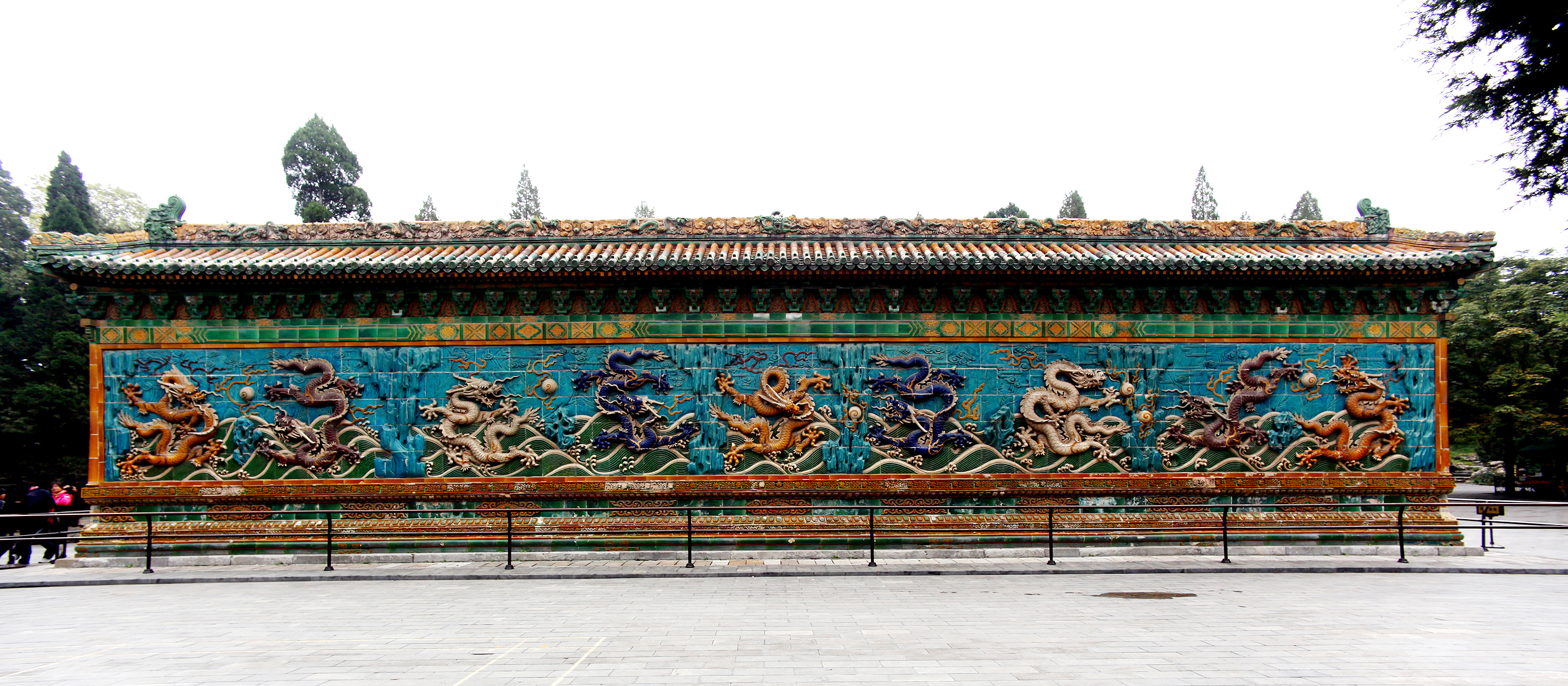
Il muro dei nove draghi

Il parco Beihai (cinese tradizionale 北海公园, pinyin Běihǎi Gōngyuán) è un giardino imperiale a nord-ovest della Città proibita di Pechino. Costruito in origine nel X secolo, è un tipico giardino cinese, aperto al pubblico solo dal 1925 e parte della Città proibita fino alla fine della dinastia Qing nel 1911.
Il parco si estende su più di 700.000 m², con il Lago Settentrionale o Beihai che ne copre più di metà. Al centro si trova un'isola chiamata Qióng-huá (琼华)  alta fino a 32 metri sul livello del lago. Il grande specchio d'acqua detto Taiye si collega al Lago Posteriore o Houhai e al Lago Medio o Zhonghai, intorno a cui si trova lo Zhongnanhai. Beihai significa letteralmente "mare settentrionale".

## Attrazioni
Il Bai Ta (dagoba bianco) è una stupa alta 40 metri sul punto più alto dell'isola Qiónghuá. Fatta di pietra, è decorata con incisioni che rappresentano il Sole, la Luna e fiamme. Distrutta nel 1679 da un terremoto, fu ricostruita l'anno seguente e ancora nel 1976 per lo stesso motivo. Al suo interno si trova un reliquiario, scritture buddhiste e paramenti di monaci, oltre ai loro resti.
Sul lato nord del parco si trova il padiglione dei Cinque Dragoni, costruito sotto la dinastia Ming. Il Muro dei Nove Dragoni si trova a nord del padiglione. Fu costruito nel 1756 ed è uno dei tre muri del genere in Cina, costituito da mattoni lucidi di sette colori, con decorazioni che rappresentano nove dragoni che giocano tra le nuvole su entrambi i lati del muro. Sempre nella parte settentrionale c'è la stanza Jingxin (stanza del Cuore tranquillizzante), un giardino nel giardino che copre più di 4.000 m².
Il muro circolare (Tuancheng) ha una struttura principale nella sala della Luce Ricevuta (Chengguangdian), un grande edificio con un tetto a due spioventi di tegole lucide gialle contornate in verde. All'interno si trova un Buddha alto 1,6 metri regalato all'imperatore Guangxu da un re cambogiano. La scultura è ricavata da un pezzo unico di giada bianca pura con incastonate pietre preziose. La statua fu danneggiata al braccio sinistro durante la battaglia di Pechino del 1900 dall'Alleanza delle otto nazioni.